# Mandloň obecná
Mandloň obecná (Prunus dulcis) je strom z rozsáhlého rodu Prunus, kam patří také broskvoň, třešeň nebo švestka.

## Původ
Pochází ze severní Afriky a západní Asie. Pěstuje se v teplých oblastech Evropy, v okolí Středozemního moře zplaňuje. Po druhé světové válce byly na Moravě vysázeny poměrně rozsáhlé mandloňové sady, z nichž na konci 20. století zůstaly jen dva malé sady s necelou tisícovkou mandloní a společnou rozlohou asi 4,5 ha, které jsou městem Hustopeče udržovány jako turistická atrakce.

## Popis
Mandloň je keřovitá nebo stromovitá rostlina dosahující výšky 5 metrů. Vytváří široké, mírně převislé, zahuštěné koruny ve tvaru kruhové výseče. Stromy rostou velmi bujně ve školce i na trvalém stanovišti.

## Větve a letorosty
Kosterní větve rostou mírně šikmo nahoru, v pozdějším věku jsou jejich konce mírně převislé. Letorosty jsou středně dlouhé, v plné plodnosti krátké a tenké, zprvu zelené, pak do hněda zbarvené. Lenticely jsou světlé, ve větším množství, mírně patrné. Kosterní větve vyrůstají pod úhlem 60 °. Jsou rovné, horní převislé, dosti dobře se rozvětvují. Letorosty jsou dlouhé, světle šedozelené, na sluneční straně načervenalé.

## Květy
Květy jsou velké (průměr 3,5 cm). Korunní plátky jsou opakvejčité. Barvu mají bílou až narůžovělou, nepřekrývají se nebo se jen mírně překrývají. Čnělka je středně silná, delší než tyčinky. Semeník je protáhlý, mírně plstnatý. Vnitřní strana kalichu je žlutá až oranžová, vnější strana je tmavě zelená až nafialovělá. Květy jsou velké (průměr 3,2 cm), téměř bílé. Čnělka dosahuje dvou třetin délky tyčinek.

## Plody

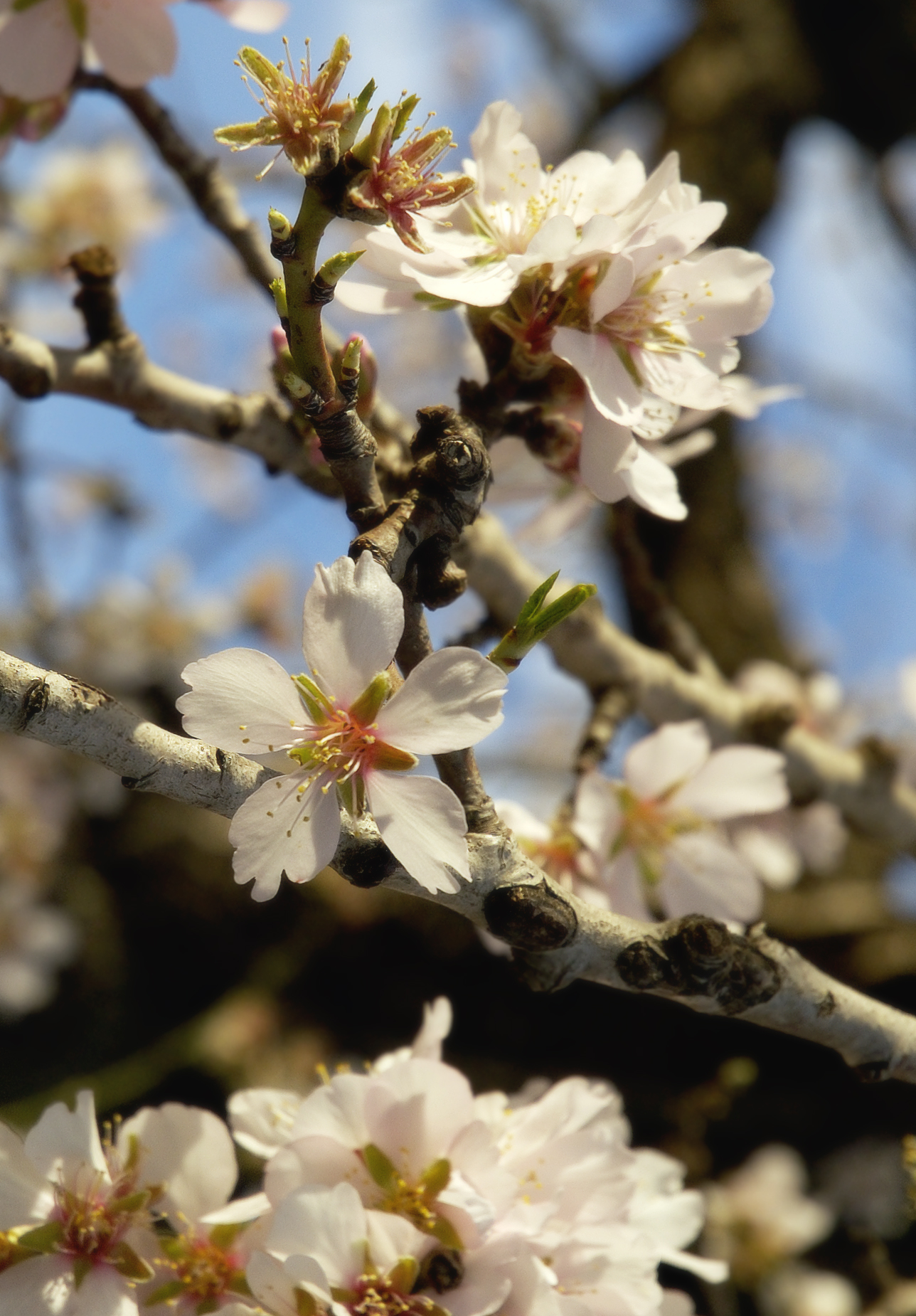
Květy mandloně

Plodem mandloně je peckovice se zeleným chlupatým povrchem. Uvnitř se skrývá zploštělé semeno s dírkovaným povrchem. Rubina plodu je silná, s drobnými tečkami. V době zralosti se zbarvuje do hnědofialova a otevírá se. Rubina je tmavě zelená.

## Skořápka
Skořápka jednoho druhu je polopapírová, zvrásnělá, korkovitá, světle hnědé až šedohnědé barvy. Luštitelnost jádra je dobrá. Skořápka jiného druhu je pevná, okraj jejích polovin je středně výrazný. Povrch je drsný s malými prohlubněmi. Barvu má světle hnědou.

## Požadavky na stanoviště
Mandloni se nejlépe daří v otevřené poloze v teplých propustných půdách, které jsou dobře zásobeny živinami a přiměřeně vláhou. Nesnášejí půdy s kyselou reakcí a vysokou hladinou podzemní vody.

## Přednosti
Mandloň (prunus dulcis) se využívá jako podnož pro roubování broskvoní, samotných mandloní ale i meruněk.
Mandloňové podnože jsou odolné vůči suchu. Mandloňové podnože také netrpí klejotokem, který může být častý u meruněk.

## Nedostatky
Pozdní zralost, střídavá plodnost, cizosprašnost, menší podíl jádra na celkové hmotnosti pecky.